# Harold Jeffreys
Pour les articles homonymes, voir Jeffreys.
Sir Harold Jeffreys (22 avril 1891-18 mars 1989) est un mathématicien et un statisticien, mais surtout un géophysicien et un astronome britannique.

## Biographie
Il naît à Fatfield (en), dans le comté de Durham en Angleterre et étudie à l'Armstrong College à Newcastle-upon-Tyne alors attaché à l'université de Durham maintenant partie de l'université de Newcastle upon Tyne. Puis il passe au St John's College de l'université de Cambridge. Dans cette université il enseigne d'abord les mathématiques puis la géophysique pour enfin devenir professeur plumien d'astronomie et de philosophie expérimentale. Jeffreys est devenu membre de la Royal Society le 7 mai 1925.
Il se marie avec la mathématicienne et physicienne, Bertha Swirles (1903-1999), et ils écrivent ensemble Methods of Mathematical Physics.
Entre autres travaux notables, une approche bayésienne des probabilités, la formalisation du facteur de Bayes et des lois de référence (dont la loi de Jeffreys fondée sur l'information de Fisher) et l'idée que le noyau terrestre est liquide. Son ouvrage Theory of Probability est l'un des classiques de la statistique bayésienne moderne.
Jeffreys créa également avec l'aide de Bullen une Table de localisation des séismes qui porte leurs noms. Cette table permet, quelle que soit la localisation du séisme, de faire correspondre la distance angulaire (entre la station et l'épicentre) avec le temps de propagation des ondes S et P.
Harold Jeffreys ne doit pas être confondu avec William H. Jefferys (en) (né en 1940), astronome de l'université du Texas à Austin, qui lui aussi a travaillé sur les probabilités bayésienne.

## Honneurs et distinctions
- Médaille d'or de la Royal Astronomical Society en 1937
- Médaille Murchison en 1939
- Médaille royale et prix Charles-Lagrange en 1948
- Médaille William-Bowie en 1952
- Chevalier en 1953[2]
- Médaille Copley en 1960
- Médaille Wollaston en 1964

## Publications
- Harold Jeffreys, Theory of Probability (Clarendon Press, Oxford, 1939)